# Il n'y a que des papillons ici
Pour plus de détails, voir Fiche technique et Distribution.
Il n'y a que des papillons ici (Motýli tady nezijí) est un film tchécoslovaque réalisé par Miro Bernat, sorti en 1959.

## Synopsis
Ce documentaire présente des dessins d'enfants exécutés dans le ghetto et camp de concentration de Theresienstadt.

## Fiche technique
- Titre : Il n'y a que des papillons ici
- Titre original : Motýli tady nezijí
- Réalisation : Miro Bernat
- Scénario : Miro Bernat
- Photographie : Pavel Hrdlicka
- Montage : Oldrich Speerger
- Société de production : Ceskoslovenský Filmexport
- Pays de production :  Tchécoslovaquie
- Genre : Documentaire
- Durée : 13 minutes
- Dates de sortie : 
  - France : 1959 (Festival de Cannes)

## Distinctions
Le film a reçu la Palme d'or du court métrage lors du Festival de Cannes 1959.